# Goff (Kansas)
Pour les articles homonymes, voir Goff.
Goff est une ville américaine située dans le comté de Nemaha, au Kansas. Selon le recensement de 2010, sa population est de 126 habitants.